# 爱达荷狭地国家森林
爱达荷狭地国家森林（英語：Idaho Panhandle National Forests，也音译作爱达荷潘汉德尔国家森林）是美国三座合并管理的国家森林，位于爱达荷州，但也有大约22.4%的面积（位于卡尼克苏国家森林内）延伸到了蒙大拿州、华盛顿州。2000年，三座森林被合并进行统一管理，但森林各自的也设立有自己的办公室，对森林进行独立运作。科达伦国家森林、圣乔国家森林、卡尼克苏国家森林占地面积共3,224,739英畝（13,050.06平方），位于爱达荷州北部（即爱达荷州狭长地带）。爱达荷州狭长地带国家森林最北处与加拿大接壤。森林的行政中心位于科達倫。

## 拓展阅读
- Ferguson, D.E. and A.C. Zack. (2006). Establishment record for the Wellner Cliffs Research Natural Area: Priest River Experimental Forest, Idaho Panhandle National Forests, Bonner County, Idaho [RMRS General Technical Report GTR-170WWW]. Fort Collins, CO: U.S. Dept. of Agriculture, U.S. Forest Service, Rocky Mountain Research Station.